# Nico Valentinus Franssen
Pour les articles homonymes, voir Franssen.
Nico Valentinus Franssen (né en 1926 et mort le 25 décembre 1979) est un ingénieur et inventeur néerlandais. Il est connu pour avoir mis en évidence l'effet Franssen.

## Biographie
Nico Franssen obtient un diplôme en génie électrique de l'université de technologie de Delft en 1952. Il obtiendra éventuellement un doctorat en 1960. Sa thèse s'intitule Some considerations on the mechanism of directional hearing.
À partir de 1954, il travaille pour Philips.

## Œuvres
- (en) Nico Valentinus Franssen, Stereofonie, Philips' Gloeilampenfabrieken, janvier 1963 (ISBN 978-3-87145-202-4, lire en ligne)